# 해적방송

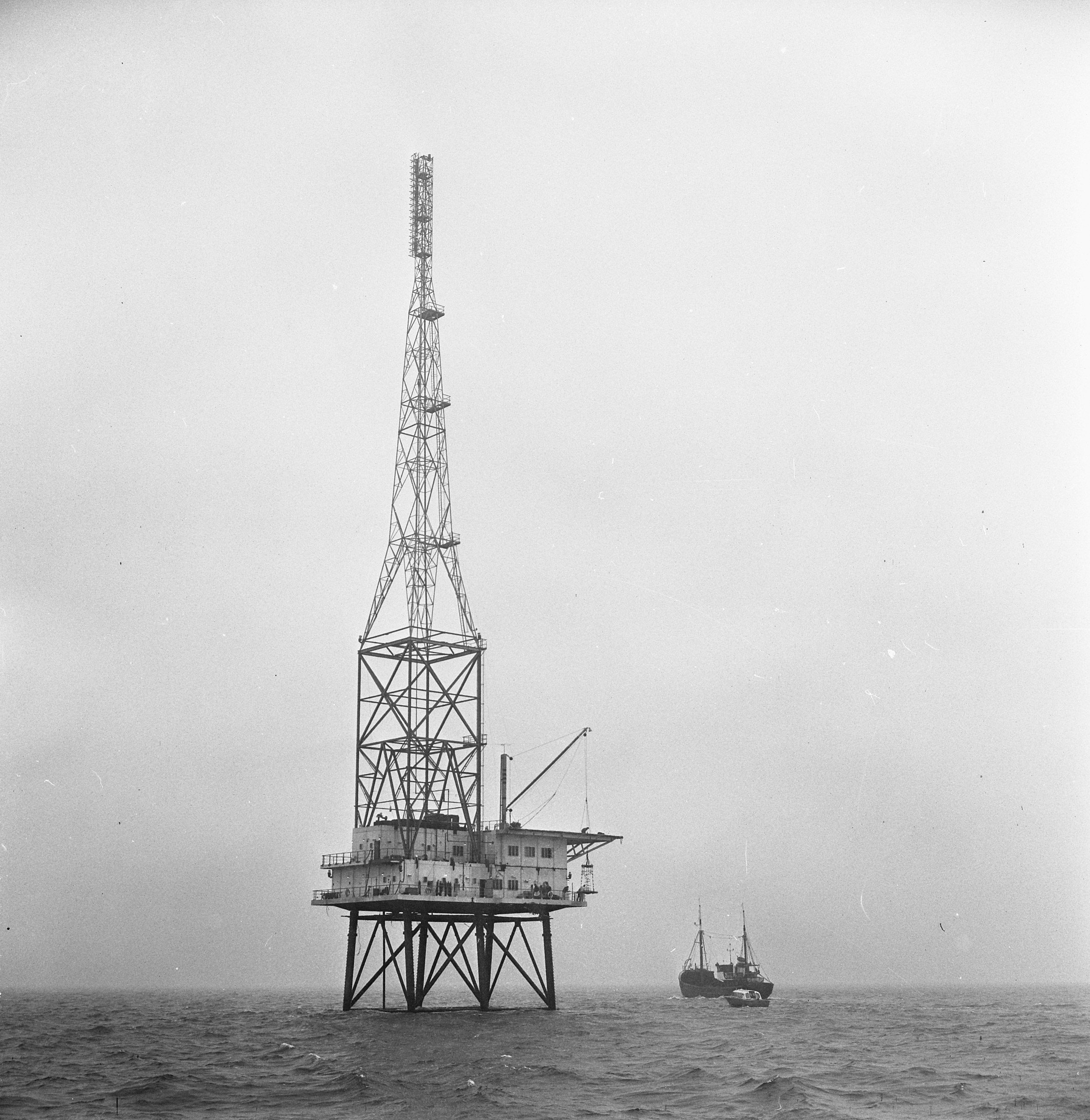
REM섬은 1964년 네덜란드 해병대가 접수하기 전까지 해적방송국으로 사용되었다.

해적방송(海賊放送, pirate radio)은 정식 방송 면허를 가지지 않고 방송을 실시하는 것을 말한다. 배에 송신기를 달아서 공해상에서 방송을 하는 행위도 여기에 포함된다. 해적방송 중에서 방송 단체나 송신소의 소재지를 위장하고 있는 것을 지하방송이라고도 부른다.
적대시하는 지역, 국가의 반체제파를 가장해 자신의 정치적 주장을 선전한다. 전쟁에서 항공기를 통한 방송을 실시해, 적병에게 투항을 재촉하는 선전 방송도 있다.

## 같이 보기
- 전파납치
- 지하방송
- 대북방송
- 1인 미디어